# Me Logia Ellinika
Me Logia Ellinika (на гръцки: Με Λόγια Ελληνικά; на английски: With Greek Words) е първият изцяло гръцки албум на шведско-гръцкия музикален дует „Антик“. Албумът е издаден през 2001 от V2 Records. Албумът съдържа 6 нови песни на гръцки език и 4 нови денс ремикса.

## Списък на песните
1. Follow Me ('O,ti Theleis) – 3:28
2. Me Logia Ellinika – 3:30
3. Kainourgia Agapi – 4:05
4. Vima-Vima – 3:50
5. Adiko Kai Krima – 5:30
6. 'Oti Po – 3:35
7. Ligo-Ligo (Eric S разширен) – 6:15
8. Mera Me Ti Mera (разширена версия) – 5:07
9. Dinata-Dinata (Jonas S Club Mix) – 5:06
10. Opa-Opa (разширена версия) – 5:00
11. Follow Me ('O,ti Theleis) (видео)
12. (I Would) Die for You (видео)